# ميتشيكو ناكانيشي
ميتشيكو ناكانيشي (باليابانية: 中西みち؛ بالكانا: なかにし みち) هي منافسة ألعاب القوى يابانية، ولدت في 30 يناير 1913، وتوفيت في 30 ديسمبر 1991.

## وصلات خارجية
- ميتشيكو ناكانيشي على موقع أوليمبيديا (الإنجليزية)